# Charles Mendl
Sir Charles Mendl était un acteur de cinéma et diplomate britannique né à Londres le 14 décembre 1871 et mort à Paris le 15 février 1958.
Diplomate, il fut notamment en poste à Paris dans les années 1920, occupant la fonction d'attaché de presse de l'ambassade. Il épousa en mars 1926 la décoratrice Elsie de Wolfe (lady Mendl). Le couple dispose à partir de 1929 d'un appartement dans l'hôtel du prince Roland Bonaparte, 10 avenue d'Iéna. Sir Charles Mendl continuera d'y habiter après la mort de sa première femme en 1950. Il se remaria et mourut lui-même en 1958.
Il a joué de petits rôles dans Les Enchaînés d'Alfred Hitchcock (1946) et dans Ivy de Sam Wood (1947).